# 陈亮采 (明朝)
陈亮采（?—?），字惠甫，号熙明、希唐，福建泉州人，明朝官員，進士出身。

## 生平
陈宾之子。十月二十一日生，治易经。萬曆十六年（1588年），陈亮采中式戊子科福建鄉試第三十五名舉人，萬曆二十三年（1595年）登乙未科會試第二十名，廷試二甲第四名進士，户部觀政，本年六月授刑部廣東司主事，二十七年三月升本部广西司员外郎，四月升本部河南司郎中，本年十月升浙江台州府知府，二十九年三月調任湖州府，三十三年十二月降山東盐運司同知，升萊州府知府，三十八年三月升本省副使，四十年十月升廣東参政，十二月以思亲病劇乞休。萬曆四十七年（1619年）二月起任山東布政司參政。天啟元年（1621年）三月官至浙江按察使。天啓六年十月起補江西按察使。

## 交遊
陈亮采與黄克缵友好，而黄克缵為陈宾弟子，兩人常有诗文酬答。陈亮采亦嘗為耶穌會士龐迪我（Diego Pantoja）的《七克》撰序。徐光啟曾主張“多造大銃，如法建臺”，還提及“刑部尚書黃克纘、浙江按察使陳亮采知之尤悉”。

## 家族
曾祖陈欵。祖陈佐，癸酉舉人、歷任知縣。父陈賓，庠生、封刑部主事。母蔡氏，封安人。具庆下。弟鵬采、凤采、儀采。從兄陳諫（乙酉舉人）。娶李氏，封安人。子兆麟、兆龍。